# Geniere (cacciatorpediniere 1938)
Il Geniere è stato un cacciatorpediniere della Regia Marina.

## Storia
All'inizio della seconda guerra mondiale faceva parte della XI Squadriglia Cacciatorpediniere, che formava insieme ai gemelli Aviere, Artigliere e Camicia Nera.
L'11 giugno 1940 fu inviato in perlustrazione nel Canale di Sicilia insieme al resto della XI Squadriglia, alla XII Squadriglia Cacciatorpediniere (Ascari, Lanciere, Carabiniere, Corazziere), alla III Divisione (incrociatori pesanti Trento, Pola, Bolzano) ed alla VII (incrociatori leggeri Attendolo e Duca d’Aosta); l'indomani cercò infruttuosamente, insieme alla III Divisione ed agli altri cacciatorpediniere, incrociatori inglesi avvistati dai ricognitori.
Il 19 giugno salpò da Augusta insieme alle altre tre navi della XI Squadriglia per trasportare rifornimenti a Bengasi, ove arrivò l'indomani.
Il 7 luglio, alle 15.45, lasciò Messina insieme alle unità sezionarie ed alla III Divisione (Trento e Bolzano), congiungendosi poi con il resto della II Squadra Navale (incrociatore pesante Pola, Divisioni incrociatori I, II e VII per un totale di 9 unità e squadriglie cacciatorpediniere IX, X, XII e XIII) che, dopo aver funto da forza di appoggio ad un'operazione di convogliamento per la Libia, si unì alla I Squadra e partecipò alla battaglia di Punta Stilo del 9 luglio: durante il ripiegamento della flotta italiana in tale scontro, la XI Squadriglia avvistò ed attaccò le navi britanniche alle 16.15; in particolare, il Geniere, alle 16.20, uscito dalla cortina fumogena stesa dal capoclasse Artigliere, si portò a 10.800 metri dalle unità nemiche e lanciò infruttuosamente i siluri insieme alle altre tre unità (che lanciarono in tutto 10 armi, 7 contro una corazzata e 3 contro un incrociatore).
Nel mattino del 6 ottobre lasciò Messina con i tre gemelli insieme alla III Divisione (Trento, Trieste, Bolzano) in appoggio, con altre unità, all'operazione «CV» che vedeva 2 mercantili e 4 cacciatorpediniere in rotta per la Libia; tutte le navi tornarono comunque in porto in seguito all'avvistamento di navi da battaglia inglesi.
Nella notte tra l'11 ed il 12 ottobre 1940 fu inviato a pattugliare – al comando del capitano di fregata Giovanni Bonetti –, insieme alle tre unità della XI Squadriglia ed alle torpediniere della I Squadriglia (Alcione, Airone, Ariel) l'area ad est di Malta, alla ricerca di navi britanniche che avrebbero dovuto trovarsi in quella zona. Nelle prime ore della notte del 12 ottobre le tre torpediniere della I Squadriglia attaccarono l'incrociatore leggero HMS Ajax, che faceva parte di un più ampio schieramento navale britannico che stava tornando ad Alessandria dopo aver scortato un convoglio per Malta: ne derivò un violento e confuso scontro in seguito al quale vennero affondate l’Airone e l’Ariel, mentre l’Ajax ebbe danni non gravi. Prima di attaccare, all'1.37, le torpediniere avevano lanciato un segnale di scoperta, che fu ricevuto in tempi diversi dai cacciatorpediniere della XI Squadriglia: l’Aviere, l’Artigliere ed il Camicia Nera attaccarono l’Ajax ed il risultato fu il grave danneggiamento di Artigliere (poi abbandonato ed affondato dall'HMS York) ed Aviere, mentre il Geniere non avvistò la nave avversaria e, poco dopo l'alba, incontrò il danneggiato Aviere che scortò ad Augusta. 
Alle 19 del 23 febbraio 1941 salpò da Napoli e scortò a Tripoli, insieme all’Aviere, al cacciatorpediniere da Noli ed alla torpediniera Castore, i mercantili Ankara, Marburg, Reichenfels e Kybfels.
Dal 12 al 13 marzo scortò da Napoli a Tripoli, insieme ai cacciatorpediniere Folgore (che però, provenendo da Palermo, si aggiunse solo in un secondo tempo) e Camicia Nera, un convoglio composto dai trasporti truppe Conte Rosso, Marco Polo e Victoria.
Il 14 aprile lasciò Napoli per scortare a Tripoli, insieme ai cacciatorpediniere Grecale, Aviere e Camicia Nera ed alla torpediniera Pleiadi, i piroscafi Alicante, Santa Fe, Maritza e Procida; dopo una sosta a Palermo durata dal 17 alle otto del 18 aprile per evitare l'attacco da parte di navi inglesi, il convoglio proseguì per il porto libico ove giunse il 20.
L'11 maggio scortò un convoglio composto dai mercantili Preussen, Wachtfels, Ernesto, Tembien, Giulia e Col di Lana insieme ai cacciatorpediniere Dardo, Aviere, Grecale,  Scirocco e Camicia Nera: partite da Napoli, le navi arrivarono a Tripoli il 14.
Il 3 giugno fece parte della scorta del convoglio «Aquitania»: lo formavano i mercantili Aquitania, Caffaro, Nirvo, Montello, Beatrice Costa e la nave cisterna Pozarica, in rotta Napoli-Tripoli con la scorta, oltre che del Geniere, dei cacciatorpediniere Dardo, Aviere e Camicia Nera e della torpediniera Missori; il 4 giugno, mentre le navi si trovavano ad una ventina di miglia dalle isole Kerkennah, furono attaccate da aerei che colpirono il Montello, che esplose senza lasciare superstiti, e la Beatrice Costa, che, irrimediabilmente danneggiata, dovette essere abbandonata ed affondata dal Camicia Nera.
Il 25 giugno salpò da Napoli di scorta (insieme ai cacciatorpediniere Gioberti, Aviere e Da Noli) ai trasporti truppe Esperia, Marco Polo, Neptunia ed Oceania (scorta indiretta era fornita dagli incrociatori Trieste e Gorizia e dai cacciatorpediniere Ascari, Corazziere e Carabiniere); dopo una sosta a Taranto il 27, le navi giunsero a Tripoli il 29 nonostante alcuni attacchi aerei (che procurarono lievi danni all’Esperia).
Dal 16 al 18 luglio scortò (insieme ai cacciatorpediniere Gioberti, Lanciere, Oriani ed alla torpediniera Centauro) un convoglio composto dai trasporti truppe Marco Polo, Neptunia ed Oceania sulla rotta Taranto-Tripoli (vi era anche una scorta indiretta assicurata dagli incrociatori Trieste e Bolzano e dai cacciatorpediniere Carabiniere, Ascari e Corazziere): tutte le navi giunsero a destinazione indenni, evitando anche un attacco del sommergibile HMS Unbeaten diretto contro l’Oceania.
Il 4 agosto salpò da Napoli, di scorta ad un convoglio composto dai piroscafi Nita, Aquitania, Ernesto, Nirvo e Castelverde (il resto della scorta era costituito dai cacciatorpediniere Gioberti, Aviere, Oriani e Camicia Nera e dalla torpediniera Calliope), cui poi si aggiunse la motocisterna Pozarica; il 6 agosto il Nita, colpito da aerei dell'830° Squadron britannico, affondò nel punto 35°15' N e 12°17' E, nonostante i tentativi del Camicia Nera e della Calliope per salvarlo, mentre le altre navi del convoglio giunsero a destinazione l'indomani. 
Nel corso dell'anno fu sottoposto a lavori di modifica che videro il cannone illuminante sostituito da un quinto pezzo da 120 mm.
Alle 8.10 del 21 novembre 1941 lasciò Napoli insieme a Camicia Nera, Aviere, Corazziere e Carabiniere ed agli incrociatori Garibaldi e Duca degli Abruzzi per fungere da scorta indiretta a due convogli per la Libia. L'operazione fallì in seguito ad attacchi aerei e subacquei (che danneggiarono gravemente il Duca degli Abruzzi e l'incrociatore pesante Trieste); il Geniere scortò le motonavi Napoli e Vettor Pisani nella navigazione di rientro a Taranto.
Il 13 dicembre salpò da Taranto insieme ai cacciatorpediniere Carabiniere e Corazziere per aggregarsi alla forza di copertura dell'operazione «M 41» (tre convogli per la Libia composti da 6 mercantili, 5 cacciatorpediniere ed una torpediniera), che però fu funestata dagli attacchi sottomarini, che affondarono due trasporti (il Fabio Filzi ed il Carlo del Greco) e danneggiarono seriamente la corazzata Vittorio Veneto; il Geniere fu distaccato per scortare la Vittorio Veneto in rientro a Taranto, insieme ai cacciatorpediniere Vivaldi, Da Noli, Aviere, Carabiniere e Camicia Nera ed alle torpediniere Lince ed Aretusa.
Alle 18.50 del 3 gennaio 1942 salpò da Taranto unitamente ai cacciatorpediniere Carabiniere, Alpino, Ascari, Pigafetta, Aviere, Da Noli e Camicia Nera, agli incrociatori pesanti Trento e Gorizia ed alle corazzate Littorio, Cesare e Doria per fornire scorta indiretta all'operazione «M 43» (tre convogli per la Libia con in mare complessivamente 6 mercantili, 6 cacciatorpediniere e 5 torpediniere): tutti i mercantili giunsero a destinazione il 5 gennaio ed alle 17 di quel giorno il gruppo «Littorio», Geniere compreso, rientrò a Taranto.
Il 22 gennaio fece parte – insieme ai cacciatorpediniere Vivaldi, Malocello, Da Noli, Aviere e Camicia Nera ed alle torpediniere Orsa e Castore – della scorta diretta aell'operazione «T. 18» (un convoglio formato dal trasporto truppe Victoria – partito da Taranto – e dai cargo Ravello, Monviso, Monginevro e Vettor Pisani – salpati da Messina –, con a bordo in tutto 15.000 tonnellate di materiali, 97 carri armati, 271 automezzi e 1467 uomini); il 23, durante la navigazione, la Victoria fu dapprima immobilizzata e poi affondata da due attacchi aerosiluranti (furono salvati 1064 del 1455 uomini a bordo), mentre le altre navi giunsero a destinazione.
Alle 16 del 21 febbraio partì da Taranto con i cacciatorpediniere Ascari, Aviere e Camicia Nera e la corazzata Duilio e fornì scorta indiretta all'operazione «K 7» (due convogli con 5 cargo, una nave cisterna, 10 cacciatorpediniere e 2 torpediniere tutti diretti a Tripoli).
Dal 7 al 10 marzo prese parte all'operazione di traffico «V 5» (consistente nell'invio in Libia di 4 motonavi veloci) insieme agli incrociatori Garibaldi ed Eugenio di Savoia.
Il 22 marzo, alle tre di notte, salpò da Taranto insieme al cacciatorpediniere Scirocco per aggregarsi alle forze navali italiane impegnate nella seconda battaglia della Sirte (il resto della flotta era partita tre ore prima, ma Geniere e Scirocco erano dovuti rimanere in porto per avarie), ma non fece in tempo a partecipare all'azione. Alle 18.41 del 22 iniziò la navigazione di rientro con cattivo tempo, ma lo Scirocco fu colto da avarie ed iniziò a soccombere al mare in tempesta: alle 20.45, la motrice di sinistra andò in avaria, obbligando la nave a ridurre la velocità a 14 nodi (poi tornata a 20 alle ore 23), alle 00.07 del 23 dovette procedere ad appena 7 nodi per altri guasti. Il comandante del Geniere, vedendo le precarie condizioni dell'altra unità, alle 4.12 chiese di poterla accompagnare, anziché a Taranto, alla più vicina Augusta, ricevendo risposta affermativa. Alle 7 il Geniere comunicò di vedere lo Scirocco in difficoltà ed ormai sempre più lontano, ma si trattava di un'illusione ottica: l'altra nave, infatti, era già affondata alle 5.45, appena sei minuti dopo la definitiva messa fuori uso delle macchine (dell'equipaggio dello Scirocco vi furono due soli sopravvissuti). Scomparso lo Scirocco, alle 10.07 il Geniere fu inviato in soccorso al Lanciere, altro cacciatorpediniere in affondamento per la violenza della tempesta: il Geniere dovette però rinunciare al salvataggio per non rischiare a sua volta di affondare, e dovette rientrare assieme alle altre navi (anche del Lanciere perì quasi tutto l'equipaggio: i superstiti furono solo 15).
Durante il 1942 imbarcò altre due mitragliere singole da 20 mm.
Nella notte tra l'11 ed il 12 agosto 1942, durante la Battaglia di mezzo agosto, prese il mare con le Divisioni incrociatori III (Trieste, Gorizia e Bolzano) e VII (Eugenio di Savoia, Attendolo e Montecuccoli) e 9 cacciatorpediniere: l'obiettivo era attaccare il convoglio britannico «Pedestal», già decimato da attacchi di aerei, sommergibili e motosiluranti, ed annientarlo; la formazione italiana fu però fatta rientrare per timore di attacchi avversari ma proprio durante la navigazione di rientro, il 13 agosto, il sommergibile HMS Unbroken silurò e danneggiò gravemente Bolzano ed Attendolo: il Geniere e l’Aviere presero a rimorchio il Bolzano, in fiamme, e lo portarono ad incagliare presso Panarea.
Il 17 ottobre di quell'anno l'unità salpò da Corfù di scorta, insieme ad Aviere e Camicia Nera, alla motonave Ankara; il convoglio si congiunse con quello formato dalla motonave Monginevro scortata dalle torpediniere Orsa ed Aretusa (provenienti da Brindisi), venendo poi rinforzato dal cacciatorpediniere Alpino, e si divise nuovamente verso la fine della navigazione: mentre le altre navi dirigevano per Tobruk, Geniere, Monginevro, Aviere e Camicia Nera raggiunsero Bengasi.
In novembre scortò la moderna motonave Foscolo a Suda e Bengasi.

Il Geniere semiaffondato nel porto di Palermo dopo il bombardamento

Il 1º marzo 1943 si trovava a secco in bacino di carenaggio, a Palermo, con altre imbarcazioni. Alle 13.30 ebbe inizio un'incursione da parte di bombardieri statunitensi della 12ª Air Force, con obiettivo il porto della città: nel corso di tale attacco, alle 14.30, il Geniere fu centrato da cinque bombe che aprirono vari squarci nella carena e che distrussero la porta del bacino, provocandone l'allagamento. Il cacciatorpediniere iniziò a scivolare fuori dal bacino, imbarcando nel frattempo acqua; nel giro di un'ora il Geniere si abbatté sul fianco destro e si posò sul fondo, lasciando emergere solo parte della fiancata sinistra di scafo e sovrastrutture.
Successivamente all'armistizio il relitto della nave fu recuperato per essere demolito.
Nell'aprile 1944, risistemato in modo da poter galleggiare, fu preso a rimorchio per essere trainato a Taranto; durante tale navigazione, tuttavia, le falle si riaprirono, i cavi si spezzarono ed il Geniere s'inabissò di nuovo, definitivamente, a poche miglia da Capo Spulico (Calabria).
Il relitto della nave giace coricato sul fianco destro ad una profondità di 37 metri (la parte meno profonda arriva a 29 metri), con la prua orientata verso meridione.

### Comandanti
Capitano di fregata Temistocle D'Aloja (nato a San Martino in Pensilis il 1º marzo 1899) (15 dicembre 1938 -1940)
Capitano di fregata Giovanni Bonetti (nato a Pietrasanta il 6 luglio 1899) (10 giugno 1940 - 31 maggio 1941)
Capitano di fregata Francesco Baslini (nato a Milano il 26 ottobre 1901) (1 giugno 1941 - giugno 1942) 
Capitano di fregata Ferdinando Carafa D'Andria (nato a Napoli il 2 agosto 1898) (giugno 1942, temporaneamente) 
Capitano di fregata Marco Notarbartolo di Sciara (nato a Venezia l'11 gennaio 1902) (6 giugno 1942 - 1º marzo 1943)